# Fatkhullo Fatkhuloev
Fatkhullo Fatkhuloev (24 de março de 1990) é um futebolista tajique.
Desde 2008, atua no Esteghlal Dushanbe. Jogou também pelo Dynamo Dushanbe.
Sua presença na Seleção do Tajiquistão também é precoce: ele estreou na seleção em 2007, com apenas 17 anos.